# Dodge Caravan
La Dodge Caravan es una minivan familiar fabricada por Grupo Chrysler  LLC y vendida bajo la división Dodge. Junto con sus variantes, la Plymouth Voyager y la Chrysler Town & Country, la Caravan fue introducida en 1984. En 1987, la Dodge Grand Caravan de larga distancia entre ejes (LWB) se introdujo y se vende junto con la Caravan de corta distancia entre ejes (SWB). El modelo SWB se suspendió a partir de 2007, y desde 2008 la camioneta se ha vendido solo en la versión Grand Caravan. Las primeras minivans modernas, a las minivans de la compañía Chrysler se les atribuye la creación de todo el segmento de mercado para estos vehículos.
Otras variaciones de la Caravan son la Chrysler Voyager (1988-presente), la lujosa Chrysler Town & Country (1990-presente), y la Volkswagen Routan (2008-presente). 
Chrysler fabrica y comercializa sus Minivan en todo el mundo. Junto con sus variaciones, las Minivan de Chrysler han sido clasificadas como las 13 mejores en ventas del automóvil en todo el mundo.

## Generaciones
Primera generación
En 1984, el nombre de Caravan se aplicó a la variante de Dodge, de todas las nuevas minivanes de Chrysler. Esta Caravan utiliza la plataforma S de Chrysler, que fue derivada de la plataforma K, que utilizan el Plymouth Reliant y el Dodge Aries. Además de utilizar una plataforma derivada, la Caravan  compartió muchos componentes con los de la plataforma K, sobre todo en los materiales interiores. Mandos del salpicadero fueron usados para facilitar el ingreso de la Caravan, le dio un ambiente mucho más confortable que otros autos, como en comparación con las tradicionales camionetas de tamaño completo. La Voyager, la "prima" de la Dodge Caravan estaba en Car and Driver (revista de automóviles),como una de las Diez Mejores minivanes de 1985. 
Segunda generación
Esta generación de furgonetas trajo innovaciones adicionales, tales como: 
- "Cuádruple Comando" (1991)

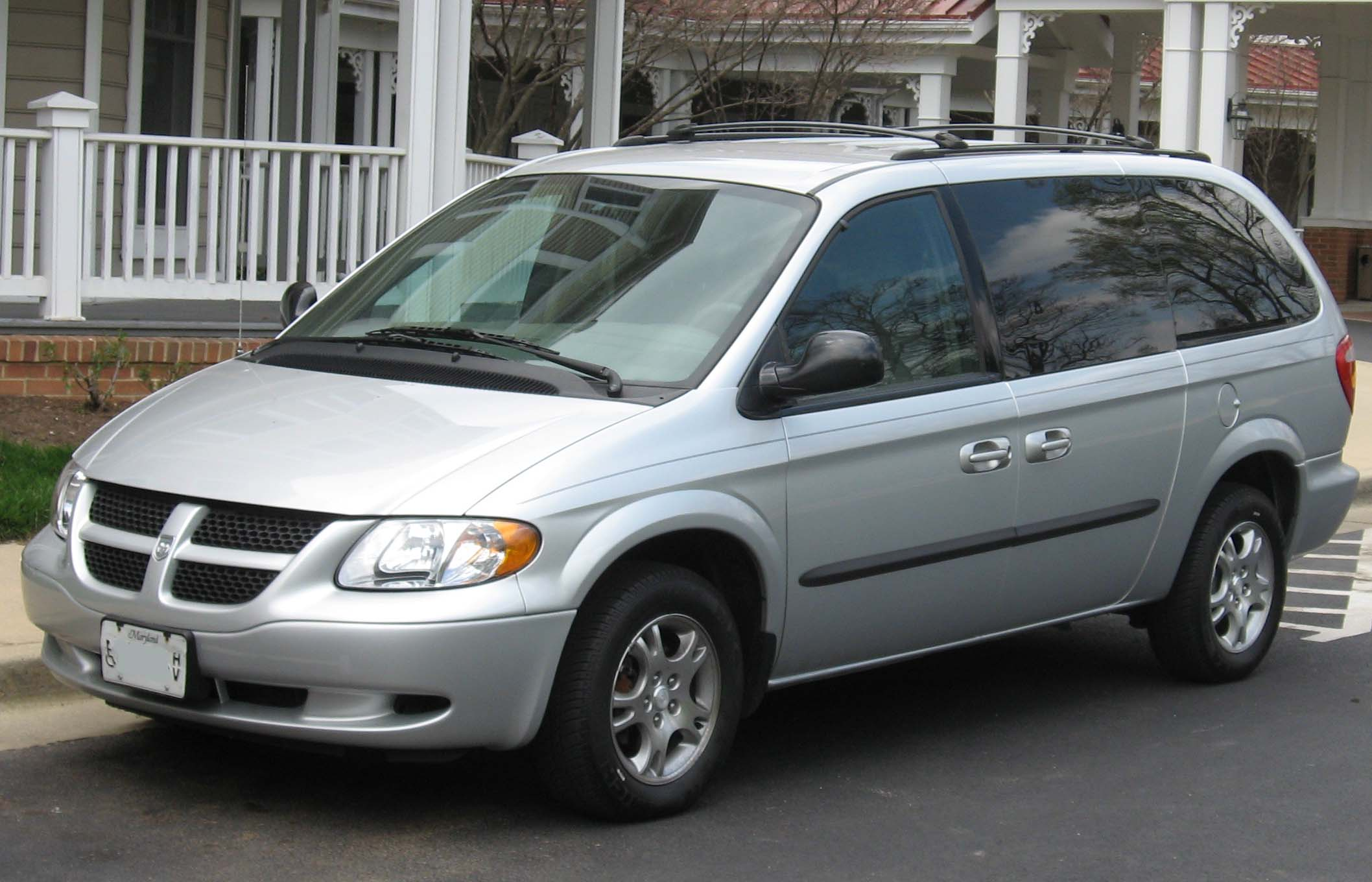
Modelo de la cuarta generación, de Dodge Gran Caravan 2001-2004.

- Seguridad integrada en los asientos para niños (1992),
- Mejor diseño con sillones reclinables (1994)
- Sistema anti bloqueo de frenos (1991)
- Bolsa de aire del lado del conductor (1991), y bolsas de aire delanteras (1994)
- Primera Minivan en 1998 en satisfacer las normas de seguridad federal de los EE. UU. (1994)

Tercera generación
La tercera generación de minivans de Chrysler ofrecía modelos con distancia entre ejes corta y larga; y configuraciones de tres y cuatro puertas, y ocho motorizaciones diferentes, incluido gas natural comprimido y eléctrica; en una plataforma única y flexible.
Cuarta generación
El nuevo diseño de la Dodge Caravan y Chrysler Town & Country fue lanzado en agosto de 2000. La primera camioneta salió de la planta de Windsor el 24 de julio. Al igual que los otros modelos anteriores, sigue manteniendo su espacio, con algunos detalles que transforman las utilidades de los nuevos diseños.
Quinta generación

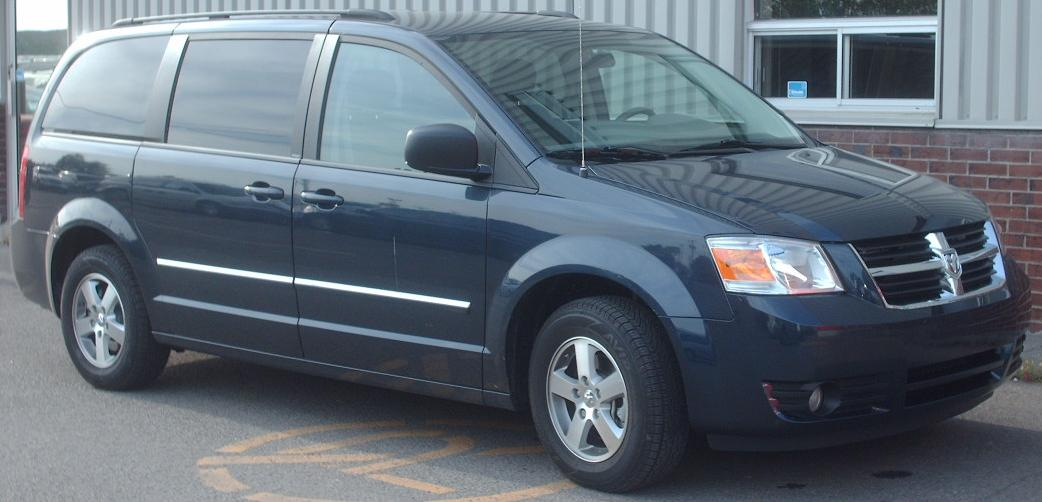
Modelo de la quinta generación, de Dodge Gran Caravan 2008.

A partir de la Generación V en 2008, Chrysler solo comercializó la Grand Caravan con larga distancia entre ejes. Esta camioneta debutó a principios de 2008 en el North American International Car Show y tenía el estilo exterior diseñado por Ralph Gilles. Era una Caravan de seis velocidades de transmisión automática, que se convirtió en estándar, con el motor 3,8 L V6 y el nuevo motor V6 de 4.0 L. Las cuatro velocidades de transmisión automática eran estándar con el motor 3,3 L V6 Flex-Fuel.
Actualización 2011
Los principales cambios que se hicieron para 2011 fueron principalmente en cuanto a diseño y funcionalidad. La suspensión fue muy re-templada, se aumentó la altura trasera en el centro de balanceo, las tasas ajustadas de primavera, y bajó la altura de manejo.